# St. Radegund
St. Radegund là một đô thị ở huyện Braunau nước Áo. Đô thị này có diện tích 18 km², dân số thời điểm ngày 31 tháng 12 năm 2005 là 582 người. Đô thị này thuộc bang Oberösterreich, được đặt tên theo thánh Radegund.